# Comandău
Comandău (Hongaars: Kommandó) is een Roemeense gemeente in het district Covasna.
Comandău telt 1035 inwoners. Bij Nederlandse volksdansers staat het bergdorpje vooral bekend om het jaarlijkse zigeunerdanskamp dat er georganiseerd wordt. Het dorpje is lastig te bereiken, er is namelijk geen geasfalteerde weg die de berg op leidt.